# Очільники Трускавця
Очільники Трускавця — війти, голови міськвиконкому, міської ради та міські голови.

## Війти
- Іван Пристай (згадується у 1787 році)
- Дмитро Данилишин (згадується у 1820 році)
- Іван Білас (згадується у 1876 році)[1]

## Голови сільської ради
- Павло Кулик (1939 — 1941)[2]
- Степан Петрів (1945 — 1949)

## Голови міськвиконкому
- Микола Божик (1949 — 1951)
- М.Ф.Бутко (1951 — 1955)
- Юхим Кобзін (1955 — 1957)
- Леонід Смирнов (1957 — 1963)[3]
- Анатолій Панков (1963 — 1979)[4]
- Роман Матолич, в.о.(1979 — 1980)
- Болеслав Петровський (1980 — 1990)
- Богдан Матолич (1990 — 1991)

## Головиміської ради
- Віктор Бурлаков (1990 — 1992)[5]
- Богдан Матолич (1992 — 1998)

## Міські голови
- Богдан Матолич (1998 — 2001)
- Лев Грицак (2002 — 2006, 2006 — 2010)[6]
- Руслан Козир (2010 — 2015)
- Андрій Кульчинський (2015 — донині)